# Prince Tagoe
Prince Tagoe (Accra, 1986. november 9. –) ghánai válogatott labdarúgó.

## Sikerei, díjai

### Klub
- Accra Hearts
  - Ghánai bajnok: 2004
  - CAF Konföderációs kupa: 2004
- FK Partizan
  - Szerb bajnok: 2010–11
  - Szerb kupa: 2010–11

### Egyéni
- Ghánai gólkirály: 2005